# Stretava
Stretava (Hongaars: Nagyszeretva) is een Slowaakse gemeente in de regio Košice, en maakt deel uit van het district Michalovce.
Stretava telt 645 inwoners.